# Maurice Niesner
Maurice Niesner (* 23. Dezember 1977 in Wolfsburg) ist ein deutscher Badmintonspieler und Badmintontrainer. Hans Werner Niesner ist sein Vater, Robin Niesner sein Zwillingsbruder.

## Karriere
Maurice Niesner gewann nach mehreren Medaillengewinnen im Nachwuchs und in Niedersachsen 2007 mit Bronze im Herreneinzel seine erste Medaille bei deutschen Einzelmeisterschaften. Weitere dritte Plätze folgten 2009, 2010 und 2011. Außerdem erreichte er einige vordere Plätze auf internationaler Ebene. Seit 2013 ist er erfolgreich in der Altersklasse der über 35-jährigen dabei und wurde unter anderem Welt- und Europameister im Gemischten Doppel.

## Sportliche Erfolge
| Saison    | Veranstaltung                           | Disziplin    | Platz | Name                                                                    |
| --------- | --------------------------------------- | ------------ | ----- | ----------------------------------------------------------------------- |
| 1999      | Deutsche Juniorenmeisterschaft U22      | Herrendoppel | 2     | Kristof Hopp (BW Wittorf) / Maurice Niesner (BV Gifhorn)                |
| 1999/2000 | Niedersächsische Badmintonmeisterschaft | Mixed        | 1     | Maurice Niesner / Jeanette Ottrembka (BV Gifhorn)                       |
| 1999/2000 | Niedersächsische Badmintonmeisterschaft | Herreneinzel | 1     | Maurice Niesner (BV Gifhorn)                                            |
| 1999/2000 | Niedersächsische Badmintonmeisterschaft | Herrendoppel | 1     | Maurice Niesner / Henning Zanssen (BV Gifhorn / MTV Vechelde)           |
| 2001      | Norddeutsche Badmintonmeisterschaft     | Mixed        | 1     | Maurice Niesner / Jeanette Ottrembka (BV Gifhorn)                       |
| 2001      | Norddeutsche Badmintonmeisterschaft     | Herreneinzel | 1     | Maurice Niesner (BV Gifhorn)                                            |
| 2003      | Deutsche Hochschulmeisterschaft         | Herrendoppel | 1     | Maurice Niesner / Björn Wippich (HTW Saarland / Uni Jena)               |
| 2004/2005 | Niedersächsische Badmintonmeisterschaft | Herreneinzel | 1     | Maurice Niesner (NBV Team Gifhorn)                                      |
| 2004/2005 | Niedersächsische Badmintonmeisterschaft | Herrendoppel | 1     | Maurice Niesner / Henning Zanssen (NBV Team Gifhorn)                    |
| 2005      | Deutsche Hochschulmeisterschaft         | Mannschaft   | 2     | WG Braunschweig                                                         |
| 2006/2007 | Niedersächsische Badmintonmeisterschaft | Mixed        | 1     | Maurice Niesner / Astrid Hoffmann (BV Gifhorn)                          |
| 2006/2007 | Niedersächsische Badmintonmeisterschaft | Herreneinzel | 1     | Maurice Niesner (BV Gifhorn)                                            |
| 2006/2007 | Niedersächsische Badmintonmeisterschaft | Herrendoppel | 1     | Maurice Niesner / Hannes Roffmann (BV Gifhorn)                          |
| 2007      | Deutsche Badmintonmeisterschaft         | Herreneinzel | 3     | Maurice Niesner (BV Gifhorn)                                            |
| 2007      | Europäische Hochschulmeisterschaft      | Mannschaft   | 1     | WG Hamburg                                                              |
| 2007      | Europäische Hochschulmeisterschaft      | Mixed        | 3     | Maurice Niesner / Astrid Hoffmann                                       |
| 2007/2008 | Niedersächsische Badmintonmeisterschaft | Mixed        | 1     | Maurice Niesner / Astrid Hoffmann (BV Gifhorn)                          |
| 2008      | Deutsche Hochschulmeisterschaft         | Mannschaft   | 1     | WG Hamburg                                                              |
| 2008      | Deutsche Hochschulmeisterschaft         | Herrendoppel | 1     | Maurice Niesner / Till Zander (WG Hamburg)                              |
| 2008      | Deutsche Hochschulmeisterschaft         | Herreneinzel | 2     | Maurice Niesner (WG Hamburg)                                            |
| 2008      | Hungarian International                 | Herrendoppel | 2     | Maurice Niesner / Till Zander                                           |
| 2008      | Europäische Hochschulmeisterschaft      | Mannschaft   | 2     | WG Hamburg                                                              |
| 2008      | Europäische Hochschulmeisterschaft      | Herrendoppel | 2     | Maurice Niesner / Till Zander                                           |
| 2009      | Deutsche Badmintonmeisterschaft         | Mixed        | 3     | Maurice Niesner (BV Gifhorn) / Anne-Christin Reiter (SG EBT Berlin)     |
| 2009      | Deutsche Hochschulmeisterschaft         | Mannschaft   | 1     | WG Hamburg                                                              |
| 2009      | Slovenian International                 | Herrendoppel | 3     | Maurice Niesner / Till Zander                                           |
| 2009      | Dutch International                     | Herrendoppel | 3     | Maurice Niesner / Till Zander                                           |
| 2009      | Europäische Hochschulmeisterschaft      | Mannschaft   | 3     | WG Hamburg                                                              |
| 2009      | Europäische Hochschulmeisterschaft      | Herrendoppel | 3     | Maurice Niesner / Till Zander                                           |
| 2010      | Deutsche Badmintonmeisterschaft         | Herrendoppel | 3     | Maurice Niesner (BV Gifhorn) / Till Zander (VfL 93 Hamburg)             |
| 2010      | Slovak International                    | Herrendoppel | 2     | Maurice Niesner / Till Zander                                           |
| 2010      | Hungarian International                 | Herrendoppel | 2     | Maurice Niesner / Till Zander                                           |
| 2010      | Scottish Open                           | Herrendoppel | 3     | Maurice Niesner / Till Zander                                           |
| 2011      | Estonian International                  | Herrendoppel | 3     | Maurice Niesner / Till Zander                                           |
| 2011      | Deutsche Badmintonmeisterschaft         | Herrendoppel | 3     | Maurice Niesner (BV Gifhorn) / Till Zander (VfL 93 Hamburg)             |
| 2012      | Norddeutsche Badmintonmeisterschaft     | Herrendoppel | 1     | Maurice Niesner (BV Gifhorn) / Till Zander (VfL 93 Hamburg)             |
| 2012      | Dutch International                     | Herrendoppel | 3     | Maurice Niesner / Till Zander                                           |
| 2013      | Norddeutsche Badmintonmeisterschaft     | Herrendoppel | 1     | Maurice Niesner (BV Gifhorn) / Jens Ehlert (BC Eintracht Südring)       |
| 2013      | Norddeutsche Badmintonmeisterschaft     | Mixed        | 1     | Maurice Niesner / Gitte Köhler (BV Gifhorn)                             |
| 2013      | Deutsche Seniorenmeisterschaft          | Herrendoppel | 1     | Maurice Niesner (BV Gifhorn) / Björn Wippich (Robur Zittau)             |
| 2013      | Deutsche Seniorenmeisterschaft          | Mixed        | 2     | Maurice Niesner (BV Gifhorn) / Bianca Pils (BV Gifhorn)                 |
| 2013      | Deutsche Seniorenmeisterschaft          | Herreneinzel | 3     | Maurice Niesner (BV Gifhorn)                                            |
| 2013      | Seniorenweltmeisterschaft               | Mixed        | 1     | Maurice Niesner / Claudia Vogelgsang                                    |
| 2014      | Norddeutsche Badmintonmeisterschaft     | Herrendoppel | 1     | Maurice Niesner (BV Gifhorn) / Jens Ehlert (BC Eintracht Südring)       |
| 2014      | Deutsche Seniorenmeisterschaft          | Herrendoppel | 2     | Maurice Niesner (BV Gifhorn) / Björn Wippich (Robur Zittau)             |
| 2014      | Deutsche Seniorenmeisterschaft          | Mixed        | 2     | Maurice Niesner (BV Gifhorn) / Claudia Vogelgsang (VfB Friedrichshafen) |
| 2014      | Senioren-Europameisterschaft            | Mixed        | 1     | Maurice Niesner / Michaela Hukriede                                     |
| 2014      | Senioren-Europameisterschaft            | Herrendoppel | 3     | Maurice Niesner / Philipp Kurz                                          |
| 2015      | Deutsche Seniorenmeisterschaft          | Mixed        | 1     | Maurice Niesner (BV Gifhorn) / Claudia Vogelgsang (VfB Friedrichshafen) |
| 2015      | Deutsche Seniorenmeisterschaft          | Herrendoppel | 2     | Maurice Niesner (BV Gifhorn) / Björn Wippich (Robur Zittau)             |
| 2015      | Seniorenweltmeisterschaft               | Mixed        | 3     | Maurice Niesner / Claudia Vogelgsang                                    |
| 2016      | Deutsche Seniorenmeisterschaft          | Herrendoppel | 2     | Maurice Niesner (BV Gifhorn) / Henning Zanssen (MTV Vechelde)           |